# Cutmichevitsa

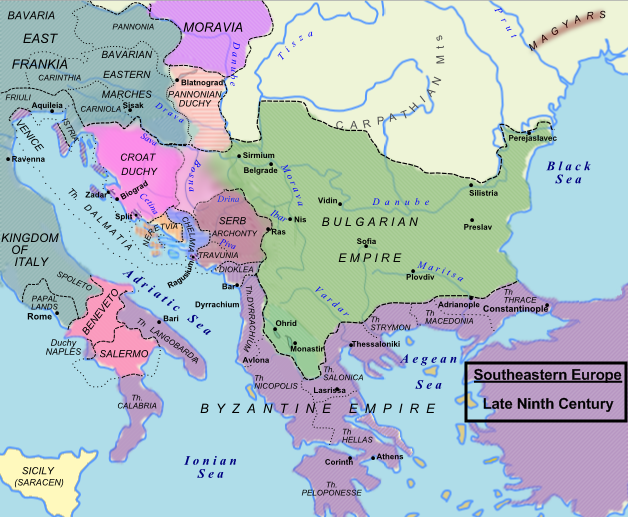
Cutmichevitsa no período 852-889.

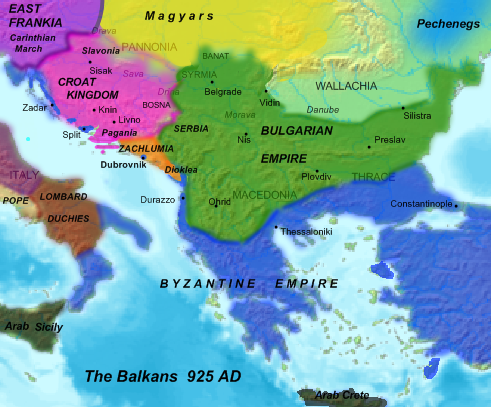
Cutmichevitsa no século X, e no sul a área também cobriu a Etólia-Acarnânia de hoje.

Cutmichevitsa (em búlgaro: Кутмичевица) é uma região histórica búlgara medieval. 
Cutmichevitsa é de grande importância cultural e histórica, não apenas para o Primeiro Império Búlgaro, mas também para a difusão do alfabeto glagolítico e cirílico e, em geral, para a literatura eslava no território do sudeste e leste da Europa ou mais da metade da Europa.
Cutmichevitsa é conhecida pela literatura medieval búlgara de duas maneiras - a Terra Baixa no epigrama de Plisca e Preslava, além de ser a terceira parte do reino búlgaro, e ainda é discutível qual parte é a segunda (provavelmente o território da Panônia e da Transilvânia do antigo Grão-Canato Avar conquistado por Crum em 805 e administrado pelo conde de Belgrado, mas perdeu em benefício do Reino da Hungria).
O escopo geográfico da área tem um significado estreito e amplo. O estreito é limitado em torno do centro - Ocrida, Prespa, Devol (Albânia), Berati, Balshi, Canina, Vlora. Em um sentido amplo, este é o território da Macedônia (região) com a chamada Albânia Otomana, cujas terras eram, durante a Idade Média, parte da Bulgária. Norte para o Lago Escútare e sul para Golfo da Ambrácia. 